# 564 Dudu
Dudu (asteroide 564) é um asteroide da cintura principal com um diâmetro de 49,57 quilómetros, a 2,0030306 UA. Possui uma excentricidade de 0,2721453 e um período orbital de 1 667,46 dias (4,57 anos).
Dudu tem uma velocidade orbital média de 17,95441625 km/s e uma inclinação de 17,95873º.
Esse asteroide foi descoberto em 9 de Maio de 1905 por Paul Götz.